# Nabil Aoulad Ayad
Pour les articles homonymes, voir Ayad.
Nabil Aoulad Ayad est un présentateur de télévision né le 7 juin 1984 à Waalwijk (Pays-Bas). Il est notamment connu pour les émissions De Slimste Mens et Alpacas diffusés sur NPO 3 sur BNN.

## Biographie
Nabil Aoulad Ayad naît à Waalwijk de parents marocains. Il grandit aux Pays-Bas et consacre son adolescence aux études et à son talent de beatboxer. En 2006, il fait entrer son premier prix de champion des Pays-Bas de beatbox. Ayant fait des études en communication, il devient acteur et présentateur dans l'émission De Wereld Draait Door. Il est à côté du poste de présentateur également comédien, prenant part à la Comedy Explosion. 
En 2008, il est présentateur avec Mingus Dagelet dans le programme Goalmouth sur Disney XD. Quelques mois plus tard, il est nommé talent de la semaine dans le Comedy Factory diffusé sur RTL 4, présenté par Najib Amhali, ainsi que dans l'émission Comedy Club Katendrecht diffusé sur VARA et présenté par Frank Evenblij.
En 2015, il atteint la finale de Leids Cabaret Festival . Depuis la saison 2015/2016, il est régulièrement présent dans les théâtres avec sa nouvelle émission de soir Tijdmachine. Il participe également à l'émission BNN Alpacas. En 2016, Ayad prend part à l'émission De Slimste Mens.
En mai 2018, Nabil Aoulad Ayad montre son mécontentement en ironisant les paroles anti-Marocains du politicien néerlandais Geert Wilders.

## Filmographie

### Cinéma
- 2006 : Bolletjes Blues
- 2007 : De Co-assistent
- 2009 : Deadline

### Série télévisées
- 1994 : Onderweg naar morgen